# The Flying Opera
The Flying Opera è il primo disco live della power metal band tedesca Avantasia ed è stato pubblicato il 18 marzo 2011, in versione boxset con doppio CD e doppio DVD.
Il live in questione è stato tratto da i due più importanti concerti della band nel Tour di supporto ad Avantasia The Scarecrow e precisamente dal Wacken Open Air e dal Masters Of Rock del 2008.
Nel DVD è inoltre presente un documentario del Tour e alcuni videoclip ufficiali pubblicati dagli Avantasia nel corso degli anni.

## Tracce

### DVD
Disco 1
Live Wacken Open Air & Masters of Rock
1. "Twisted Mind"
2. "The Scarecrow"
3. "Another Angel Down"
4. "Prelude/Reach Out for the Light"
5. "Inside"
6. "No Return"
7. "The Story Ain‘t Over"
8. "Shelter from the Rain"
9. "Lost In Space"
10. "I Don‘t Believe in Your Love"
11. "Avantasia"
12. "Serpents in Paradise"
13. "Promised Land"
14. "The Toy Master"
15. "Farewell"
16. "Sign of the Cross/The Seven Angels (Medley)"

Disc 2
1. Around the World in 20 Days – The Movie (documentario)
2. "Lost in Space" (video clip)
3. "Carry Me Over" (video clip)
4. "Carry Me Over" (Making of the video clip)
5. "Dying for an Angel" (video clip)

### CD
CD 1
1. Twisted Mind - 6:42"
2. The Scarecrow - 11:53"
3. Another Angel Down - 5:25"
4. Prelude - 1:25"
5. Reach Out for the Light - 6:23"
6. Inside - 7:01"
7. No Return - 5:03"
8. The Story Ain't Over - 5:29"
9. Shelter from the Rain - 7:02"
10. Lost in Space - 3:53"

CD 2
1. I Don't Believe in Your Love - 6:49"
2. Avantasia - 5:08"
3. Serpents in Paradise - 7:26"
4. Promised Land - 5:37"
5. The Toy Master - 6:26"
6. Farewell - 6:14"
7. Sign of the Cross/The Seven Angels (Medley) - 17:54"

## Formazione
- Tobias Sammet - voce
- Sascha Paeth - chitarra
- Oliver Hartmann - chitarra & cori (voce principale sui brani 10 e 16)
- Robert Hunecke-Rizzo - basso & cori
- Miro - tastiere & cori
- Felix Bohnke - batteria
- Amanda Somerville - cori (voce principale sui brani 15 e 16)
- Cloudy Yang - cori

### Tour Guests
- Jørn Lande - voce principale sui brani 02, 03, 12, 13 e 16
- Andre Matos - voce principale sui brani 04, 05, 06, 07, 08 e 16
- Bob Catley - voce principale sui brani 07, 08 e 16
- Kai Hansen - voce principale sui brani 14 e 16
- Henjo Richter - chitarra sul brano 14